# 天津市第三中学
天津市第三中学在天津市红桥区丁字沽向东道。原为天津府官立中学堂，创建于1901年，坐落在旧城西北城角稽古书院，是天津建立最早的官办中学。1960年迁到现址，是天津市重点中学之一。1982年聯合國開發計劃署和教科文组织曾资助该校更新设备。
该校现位于天津市红桥区向东道（本部）及一号路与本溪路交口处（北院）。

## 校友
- 趙天麟，曾任北洋大學校長。
- 馮熙運
- 王寿仁
- 魏寿昆
- 杜锡钰
- 黃樹則
- 劉炳森
- 徐欣然，演員。